# Luigi Fallacara
Luigi Fallacara (Bari, 13 aprile 1890 – Firenze, 15 ottobre 1963) è stato un poeta e scrittore italiano.

## Biografia
A Bari, città di origine, frequenta prima l'istituto tecnico e poi il liceo classico, a lui più congeniale. All'età di ventidue anni si trasferisce a Firenze e frequenta la facoltà di lettere presso quella università. L'intensità della vita culturale e letteraria fiorentina nella prima metà del Novecento subito lo coinvolge, facendogli incontrare i principali esponenti dell'avanguardia letteraria e avvicinandolo alle riviste La Voce, Lacerba, Il Frontespizio. In particolare stringe amicizia con Giuseppe De Robertis, il quale lo presenta a Giovanni Papini. Inizia così la collaborazione di Fallacara alla rivista Lacerba, fondata da Papini e Soffici nel 1913 e durata poco più di due anni. Questa rivista pubblica testi fondamentali, come quelli di Aldo Palazzeschi, Dino Campana, Giuseppe Ungaretti e dello stesso Ardengo Soffici. Perciò collaborare a Lacerba è come ricevere un'investitura quale componente dell'avanguardia letteraria.
Dal 1917 al luglio 1918 partecipa alla Grande Guerra. Quella terribile esperienza lo segna nel profondo e crea le premesse del suo approdo alla fede cattolica, che si consolida nel successivo lungo periodo di «ritiro» ad Assisi, dal 1920 al 1925. In realtà vi si trasferisce dopo il suo matrimonio (1920) come professore di lettere in un istituto tecnico. Ad Assisi avviene quello che Fallacara chiamerà il suo «incontro con San Francesco», ossia quell'intenso raccoglimento spirituale che gli rivela la dimensione metafisica della poesia, che per lui s'identifica con l'amore per tutte le creature. Inizia così il suo lirismo mistico che, con sfumature ed esiti diversi, non lo abbandonerà più.
Intanto continua a insegnare materie letterarie nelle scuole secondarie. Nel 1925, avendo vinto una cattedra a Reggio Emilia, vi si trasferisce con la famiglia e vi rimane per alcuni anni. Sono di questo periodo le sue incerte e diseguali prove narrative, come il primo romanzo A quindici anni (1932), l'altro romanzo Io sono, tu sei (1933) e, in generale, tutti i suoi scritti in prosa, che «restano su un piano minore».
Nel 1933 ritorna definitivamente a Firenze e alla sua vocazione lirica. La sua attiva collaborazione come redattore della rivista di Piero Bargellini Il Frontespizio «coincide con la stagione creativamente più felice del poeta». Le nuove raccolte di liriche Confidenza (1934), Poesie d'amore (1937), Notturni (1941), evidenziano bene la sua adesione all'ermetismo, che tuttavia non si esaurisce nella semplice poetica della parola, ma recupera inquietudini esistenziali e rivela quella che il poeta chiama «ansia d'assoluto».
Richiamato alle armi per la seconda guerra mondiale, evita per poco i campi di concentramento nazisti. Nell'immediato dopoguerra si dedica alla pittura, prima di produrre nuove raccolte di liriche, da Residui del tempo a Il frutto del tempo (1962), che sono tra i risultati più maturi e gli valgono ampi consensi critici. Il 15 ottobre 1963 Luigi Fallacara muore a Firenze, sua città di adozione. Il suo archivio è conservato presso il Centro per gli studi sulla tradizione manoscritta di autori moderni e contemporanei dell’Università di Pavia.

## Opere
Poesie
- Illuminazioni, Varese, Casa dei poeti, 1925.
- I firmamenti terrestri, Milano, Amatrix, 1929.
- Confidenza, Genova, Degli Orfini, 1934.
- Poesie d'amore, Firenze, Vallecchi, 1937.
- Notturni, Firenze, Vallecchi, 1940.
- Le poesie, Firenze, Libreria editrice fiorentina, 1952.
- Residui del tempo, Firenze, Libreria editrice fiorentina, 1954.
- Celeste affanno, Firenze, Libreria editrice fiorentina, 1956.
- Il mio giorno s'illumina, Padova, Rebellato, 1957.
- Così parla l'estate, Padova, Rebellato, 1957.
- Il di più della vita, Galatina, Quaderni del Critone, 1961.
- Il frutto del tempo, Vicenza, La Locusta, 1962.

Prose
- I giorni incantati (romanzo) Pistoia, Grazzini, 1930.
- A quindici anni, Torino, Montes, 1932.
- Io sono, tu sei (romanzo), Pistoia, Grazzini, 1933.
- Terra d'argento (romanzo), Roma, A.V.E., 1936.
- "Il Frontespizio" - 1929-1938 (antologia a cura di Luigi Fallacara), Roma, Landi, 1961.
- Ricordo di Dino Campana (con testi e autografi di Dino Campana, a cura di Leonello Fallacara e Giorgio Grillo), Firenze, Del Bianco, 1994
- L'occhio simile al sole: romanzo inedito con dossier genetico (a cura di Francesca Riva) Roma, Edizioni di storia e letteratura, 2020.

### Curatele, traduzioni e prefazioni
- Henri de Régnier - Racconti a sé stesso (traduzione di Luigi Fallacara, prefazione di Mark Lvovich Slonim) Firenze, A. Quattrini editore, 1914.
- Angela da Foligno - Il libro delle mirabili visioni e consolazioni, (traduzione di Luigi Fallacara), Firenze, Libreria editrice fiorentina, 1922.
- Jacopone da Todi - Le Laudi (testo e commento a cura di Luigi Fallacara), Firenze, L.E.F., 1950.
- Marcello Landi - La storia a pezzi (prefazione di Luigi Fallacara), Livorno, Edizioni «La Mangusta, 1955
- Mistici medievali (a cura di Carlo Betocchi, Luigi Fallacara e Nicola Lisi, Torino, Edizioni Radio Italiana, 1956.